# Pentathemis membranulata
Pentathemis
Genre
Espèce
Pentathemis membranulata, unique représentant du genre Pentathemis, est une espèce de libellules de la famille des Corduliidae (sous-ordre des Anisoptères, ordre des Odonates).

## Répartition

Aire de répartition de Pentathemis membranulata.

Cette espèce de libellules est endémique d'Australie.

## Classification
Le nom valide complet (avec auteur) de ce taxon est Pentathemis membranulata Karsch, 1890,.

## Publication originale
- (de) F. Karsch, « Pentathemis membranulata, eine neue australische Libellulide mit fünfseitiger cellula cardinalis », Entomologische Nachrichten, Berlin, Friedländer & Sohn, vol. 16, no 3,‎ février 1890, p. 33-35 (ISSN 2944-4829, OCLC 5844710, lire en ligne).